# Понизовье (Кировская область)
Понизовье — деревня в Слободском районе Кировской области в составе Ильинского сельского поселения.

## География
Находится на правобережье реки Белая Холуница на расстоянии примерно 7 км по прямой на восток-северо-восток от районного центра города Слободской.

## История
Известна с 1678 года как деревня Тарасовская с 1 двором. В 1764 году отмечен 1 житель. В 1873 году в деревне Тарасовская (Понизовцы) дворов 4 и жителей 33, в 1905 4 и 28, в 1926 5 и 26, в 1950 23 и 92 соответственно. С 1939 нынешнее название фигурирует окончательно. В 1989 году оставалось 7 постоянных жителей. 

## Население
Постоянное население  составляло 0 человек в 2002 году, 10 в 2010.